# Hornby (Nowy Jork)
Hornby – miasto w Stanach Zjednoczonych, w stanie Nowy Jork, w hrabstwie Steuben.